# Dominic Maguire
Dominic Maguire (in irlandese Doiminic o Damhnaic Mac Uidhir; Spagna, 1646 ca. – Saint-Germain-en-Laye, 21 settembre 1707) è stato un arcivescovo cattolico irlandese e uno dei leader del movimento giacobita nel Regno d'Irlanda.

## Biografia
Poco è noto sulle origini di Dominic Maguire. Era probabilmente discendente di uno dei rami del clan Maguire del Fermanagh e, secondo una sua stessa testimonianza, nacque in Spagna e aveva almeno due fratelli. Iniziò gli studi presso i conventi domenicani di Gola, vicino a Enniskillen, e di Coleraine, nella contea di Derry, dove fece anche professione solenne prendendo definitivamente l'abito. Completò poi i suoi studi in Andalusia, nella Provincia Betica domenicana, per poi rientrare nelle isole britanniche, divenendo cappellano onorario dell'ambasciatore del Regno di Spagna a Londra, dove sarebbe rimasto fino al 1683. Nel 1678 fu arrestato e interrogato perché sospettato di essere complice del presunto complotto papista inventato da Titus Oates, ma queste accuse furono in seguito ritirate.
Il 14 dicembre 1683 fu scelto dalla Congregazione per la Propagazione della Fede, probabilmente grazie all'influenza dell'allora duca di York, il cattolico Giacomo Stuart, come nuovo arcivescovo di Armagh. Tramite un breve apostolico di papa Innocenzo XI datato 12 gennaio 1684, fu autorizzato a svolgere le sue funzioni arcivescovili pur non avendo ancora ricevuto il pallio. Quando il già citato Giacomo Stuart salì al trono come Giacomo II nel 1685, Maguire si recò personalmente a Londra insieme al collega Patrick Tyrrell di Clogher per giurare fedeltà al nuovo re, per congratularsi con lui per la vittoria sul duca di Monmouth e per chiedergli di fornire protezione ai cattolici in Irlanda. Nel 1686 presiedette a un sinodo di undici vescovi irlandesi a Dublino che riconobbero la primazia della sede di Armagh (primazia che veniva rivendicata in quegli anni proprio dalla sede della capitale irlandese). Nel gennaio 1687 fu nominato da Giacomo II cappellano generale dell'esercito e gli concesse l'autorità di approvare tutti gli altri cappellani reggimentali. Ottenne anche che i vescovi cattolici potessero nuovamente indossare le loro insegne episcopali in pubblico a eccezione della croce pettorale e che Armagh e altre undici diocesi irlandesi ricevessero dalla corona un pagamento compreso tra le 150 e le 300 sterline. Gli fu inoltre promesso un pagamento (che non avrebbe però mai ricevuto) di 2190 sterline per alcuni "servizi segreti" svolti per la corona, quasi sicuramente per aver favorito le politiche del re in Irlanda e avervi rafforzato il sostegno alla causa giacobita.

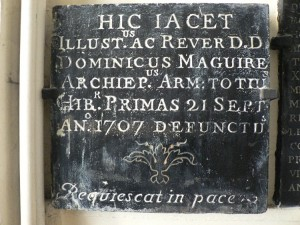
Lapide di Dominic Maguire, conservata presso il Centro Culturale Irlandese di Parigi

Allo scoppio della guerra guglielmita in Irlanda, l'intervento di Maguire, come di altri prelati cattolici, fu fondamentale per salvare dalla distruzione la biblioteca del Trinity College di Dublino. Nell'agosto 1691, durante l'ultimo assedio di Limerick, si recò in Francia dall'esule Giacomo II per discutere la difficile situazione militare dei suoi sostenitori; lì ricevette garanzie che re Luigi XIV avrebbe presto inviato aiuti economici e militari ai combattenti giacobiti. Tornato quindi in Irlanda, Maguire incoraggiò i difensori di Limerick a resistere più a lungo finché non fossero arrivati gli aiuti promessi, così da ottenere condizioni di resa più favorevoli rispetto a quelle già offerte dai guglielmiti. Il primate irlandese fu inoltre tra coloro che discussero i termini della resa della città con il generale Ginkel e partecipò alla discussione degli articoli civili del trattato di Limerick.
Al termine della guerra, fu costretto a lasciare l'Irlanda e a rifugiarsi in Francia presso la corte giacobita in esilio al castello di Saint-Germain-en-Laye, affidando la gestione della sua arcidiocesi al chierico Patrick Donnelly. Nel 1692 scrisse, insieme a cinque altri vescovi irlandesi in esilio, due lettere a papa Innocenzo XII per richiedere assistenza finanziaria e nel 1700, in occasione del giubileo, si recò a Roma, dove fu accolto e ospitato dallo stesso pontefice. Grazie all'intercessione di Maria Beatrice d'Este ottenne una pensione da re Luigi XIV e trascorse il resto della sua vita a Saint-Germain, dove morì il 21 settembre 1707. Fu seppellito nella cripta della chiesa del Collège des Lombards, allora compresa nel Collegio degli Irlandesi di Parigi.

## Successione apostolica
La successione apostolica è:
- Cardinale Ferdinando d'Adda (1687)